# Deudorix vansomereni
Deudorix vansomereni är en fjärilsart som beskrevs av Henry Stempffer 1951. Deudorix vansomereni ingår i släktet Deudorix och familjen juvelvingar. Inga underarter finns listade i Catalogue of Life.